# DBX2
DBX2 (англ. Developing brain homeobox 2) – білок, який кодується однойменним геном, розташованим у людей на короткому плечі 12-ї хромосоми. Довжина поліпептидного ланцюга білка становить 339 амінокислот, а молекулярна маса — 36 555.
| 10         |  | 20         |  | 30         |  | 40         |  | 50         |
| ---------- |  | ---------- |  | ---------- |  | ---------- |  | ---------- |
| MLPSAVAAHA |  | GAYWDVVASS |  | ALLNLPAAPG |  | FGNLGKSFLI |  | ENLLRVGGAP |
| TPRLQPPAPH |  | DPATALATAG |  | AQLRPLPASP |  | VPLKLCPAAE |  | QVSPAGAPYG |
| TRWAFQVLSP |  | SADSARLPGR |  | APGDRDCTFQ |  | PSAPAPSKPF |  | LLSTPPFYSA |
| CCGGSCRRPA |  | SSTAFPREES |  | MLPLLTQDSN |  | SKARRGILRR |  | AVFSEDQRKA |
| LEKMFQKQKY |  | ISKTDRKKLA |  | INLGLKESQV |  | KIWFQNRRMK |  | WRNSKEKEVL |
| SNRCIQEVGL |  | QEDPLSRSAL |  | GFPSPCPSIW |  | DVPQQHSSPR |  | WRENSPEPSE |
| RLIQESSGAP |  | PPEANSLQGA |  | LYLCSEEEAG |  | SKGVLTGAV  |  |            |

A: Аланін

C: Цистеїн

D: Аспарагінова кислота

E: Глутамінова кислота

F: Фенілаланін

G: Гліцин

H: Гістидин

I: Ізолейцин

K: Лізин

L: Лейцин

M: Метіонін

N: Аспарагін

P: Пролін

Q: Глутамін

R: Аргінін

S: Серин

T: Треонін

V: Валін

W: Триптофан

Білок має сайт для зв'язування з ДНК. 
Локалізований у ядрі.